# Hippolyt Římský
Svatý Hippolyt či Hippolytus (asi 170 zřejmě na východě Římské říše – 235 na Sardinii) byl první vzdoropapež (od roku 217). Od roku 192 byl v Římě presbyterem. Byl žákem Ireneje z Lyonu a je považován za nejdůležitějšího církevního Otce Západu této doby. Církev ho prohlásila za svatého mučedníka a jeho svátek slaví 13. srpna (východní církev 10. srpna).

## Hippolytské schizma
K hippolytskému schizmatu došlo roku 217 v okamžiku, kdy římský biskup Kalixt I. umožnil druhé pokání pro hříchy sexuální povahy, ačkoli byly dosud smilstvo, vražda a odpad od víry považovány za smrtelné hříchy, které se církev neodvažovala promíjet. Hippolyt Kalixtovi mj. předhazoval, že nedostatečně brání církev proti sabellianismu, modalistickému monarchianismu. Nakonec Hippolyt Kalixta obvinil z peněžní zpronevěry a dalších prohřešků a nechal se zvolit římským biskupem, za něhož ho uznávala skupina, která se držela rigidního učení zvláště v oblasti sexuální morálky.
Za vlády Maximina Thraxe došlo k novému pronásledování křesťanů a roku 235 byl Hippolyt spolu s právoplatným římským biskupem Pontianem poslán do dolů na Sardinii, kde oba zahynuli; oba dva církev uznává jako svaté, neboť během tohoto vyhnanství došlo ke smíření Hippolyta s církví a k ukončení schizmatu.

## Traditio apostolicaa další díla
Nejznámějším Hippolytovým dílem je Apoštolská tradice (latinsky Traditio apostolica). Tento spis vznikl mezi lety 210 a 215 a umožňuje nám pohled do života církve té doby. Protože se původní řecký text ztratil, je dílo dostupné pouze v latinském, arabském, sahidském a etiopském překladu; ty však nejsou vždy zcela dochované a mezi sebou se někdy i výrazně liší. V Traditio nalézáme první záznam průběhu biskupského svěcení a nejstarší eucharistickou modlitbu, která se v moderní době dočkala nového užití, neboť její přepracování se stalo součástí liturgie vícero církví (např. tzv. druhá eucharistická modlitba užívaná římskokatolickou církví).
Hippolyt je jinak autorem převážně řecky psaných komentářů ke knize Daniel a k Apokalypse a nejrůznějším dogmatickým a církevně právním pojednáním. Je též autorem polemického spisu, který je znám pod latinským názvem Refutatio Omnium Haeresium (Vymítání všeho kacířstva), jehož obsah byl od středověku až do 19. století znám jen z malé části. Pod názvem Filosofumena byl totiž do té doby k dispozici prakticky jen obsah Knihy I, jež kritizuje řeckou antickou filozofii, a část Knihy IV, jež pro změnu kritizuje astrologii, zbytek byl ztracen. Další části byly objeveny až v roce 1842, a to Mynoidem Mynasem, jenž hledal z pověření francouzské vlády ve východních archivech dosud neznámé texty. Obsahově významné jsou zejména Knihy V–IX, v nichž se Hippolyt vymezuje vůči gnostikům a popisuje 32 jejich herezí. Podle některých badatelů je tato protignostická část Hyppolitova díla dokladem toho, že se ve skutečnosti jedná „o komentovaný a Hippolytem prokládaný výklad učení Simona Mága“, a ne o poctivou polemiku s učením existujících gnostických sekt.
Kromě toho Hippolyt stanovil výpočet data Velikonoc.

## Ikonografie
Vyobrazení Hippolyta Římského jsou vzácná a odvozují se od jediné pozdně antické sochy, vytesané v mramoru kolem roku 235, která stávala v Římě na hřbitově sv. Hippolyta při Via Tiburtina, odkud byla odvezena roku 1551 a později se dostala do sbírky kardinála Ottoboniho, který ji roku 1727 opatřil podstavcem se svou rytou dedikací a daroval ji do sbírek Vatikánských muzeí. Z ní nebo z dalších replik byly dále zhotovovány kopie. Jedna socha byla přenesena do Vatikánské apoštolské knihovny, restaurována a s darovací deskou papeže Jana XXIII. v roce 1959 přemístěna do vstupní chodby v přízemí knihovny (atria).